# 旧劇 太功記十段目 尼ヶ崎の段
『旧劇 太功記十段目 尼ヶ崎の段』（きゅうげき たいこうきじゅうだんめ あまがさきのだん）は、1908年（明治41年）製作・公開、M・パテー商会製作・配給による日本のサイレント映画、時代劇である。資料によっては『太功記十段目』、『絵本太閤記』（えほんたいこうき）と紹介されることもある。

## 略歴・概要
M・パテー商会は現在の日活の前身の一社で、東京を拠点として、映画の製作・配給を行っていた商社である。従来、外国映画の配給を行っていたが、1908年（明治41年）、浅草公園六区に新設された映画館・大勝館からの依頼で中村歌扇の少女歌舞伎を出演させた『曾我兄弟狩場の曙』を製作したのをきっかけに、映画製作を始めた。
同社が撮影所をもつのは翌1909年（明治42年）であり、本作は近辺ロケーション撮影で製作された。撮影は、同社の現像部の社員であった男沢粛で、『曾我兄弟狩場の曙』を撮った西川源一郎と交互に作品を回していた。本作は、江戸中期に成立した人形浄瑠璃『絵本太功記』の代表的な「十段目 尼ヶ崎の段」を主題に、大勝館の舞台に出演していた中村鶴之助、鶴之助が率いる少女劇団・娘美団の出演を得て製作され、同年12月10日、製作依頼元である大勝館で公開された。
本作の上映用プリントは、現在、17分、1038.02フィート（316.39メートル）の上映尺の35mmフィルムが東京国立近代美術館フィルムセンターに所蔵されている。同年製作の日本映画のなかで、同センターに所蔵されているのは、本作ただ1作のみである。現在、観賞することが可能な作品である。

## スタッフ・作品データ・キャスト
- 監督・撮影・編集 : 男沢粛
- 出演 : 中村鶴之助、娘美団[3]

- 製作 : M・パテー商会
- 上映時間（メートル） : 不明 / 現存 17分 （316.39メートル）[1]
- フォーマット : 白黒映画 - スタンダードサイズ（1.33:1） - サイレント映画
- 初回興行 : 浅草・大勝館